# Roman z Condatu
Roman z Condatu (390? departement Ain – 463? Condat) byl galořímský poustevník, mnich a zakladatel klášterů 5. století. Římskokatolickou církví a pravoslavnou církví je uctíván jako světec.
Ve svých pětatřiceti letech se vzdal světského života a rozhodl se žít jako poustevník v oblasti Condatu. Měl mladšího bratra Lupicina, který ho následoval. Oba bratři se stali vůdci komunity mnichů, jejíž součástí byl i svatý Eugendus. V roce 444 byl Hilariem z Arles vysvěcen na kněze. Roman z Condatu byl také uctíván jako léčitel a původce zázraků. Podle legendy v roce 460 na pouti k hrobu svatého Mořice prokázali Romanovi pohostinnost dva malomocní žijící poblíž Ženevy.
Roman s Lupicinem založili několik klášterů. Mezi ně patřilo opatství v Condatu, které se stalo centrem později založeného města Saint-Claude v departementu Jura v regionu Franche-Comté.

## Primární zdroje
Dochovaly se dva životopisy Romana z Condatu. První zaznamenal biskup Řehoř z Tours v Liber vitae patrum (Monumenta Germaniae Historica). Druhý životopis se dochoval v díle Vita Sanctorum Romani, Lupicini, Eugendi (Vita patrum Iurensium) od anonymního autora.